# Rosso pirogallolo
Il rosso pirogallolo è un indicatore.
A temperatura ambiente si presenta come un solido rosso-marrone dall'odore tenue caratteristico.